# Giorgio Oberweger
Giorgio Oberweger, né le 23 décembre 1913 à Trieste et décédé le 14 octobre 1998 à Rome, était un athlète italien.
Giorgio Oberweger a pris la sixième place au lancer du disque en championnats d'Europe de 1934. Aux Jeux olympiques d'été de 1936, il a remporté la médaille de bronze derrière les Américains Kenneth Carpenter et Gordon Dunn. Oberweger manqua la médaille d'argent pour treize centimètres. Aux championnats d'Europe de 1938, il lui manqua 22 centimètres pour devenir champion à la place de l'Allemand Willy Schröder. Il participa aussi au 110 m haies mais échoua en en qualifications.
Aux Jeux olympiques d'été de 1948, il était le troisième Italien avec Adolfo Consolini et Giuseppe Tosi. Pendant que ces deux derniers luttaient pour l'or et l'argent, Oberweger était éliminée en qualifications.

## Palmarès

### Jeux olympiques
- Jeux olympiques de 1936 à Berlin ( Allemagne)
  -  Médaille de bronze au lancer du disque
- Jeux olympiques de 1948 à Londres ( Royaume-Uni)
  - éliminé en qualifications au lancer du disque

### Championnats d'Europe
- Championnats d'Europe d'athlétisme 1934 à Turin ( Italie)
  - 6e au lancer du disque
- Championnats d'Europe d'athlétisme 1938 à Paris ( France)
  -  Médaille au lancer du disque
  - éliminé en qualifications sur 110 m haies